# 牛久市立下根中学校
牛久市立下根中学校（うしくしりつしもねちゅうがっこう）は、茨城県牛久市にある公立中学校。

## 概要
下根中は「学び合い」という授業を行なっており、2015年にはイギリスのケンブリッジ大学の学術誌に、下根中の学び合いが掲載された。

## 沿革
- 1982年（昭和57年）
  - 4月1日 - 牛久町立下根中学校、開校
  - 6月16日 - 校歌制定（作詞:板倉文雄、作曲:平川浪竜）
  - 11月2日 - 校旗授与式（創立記念日に制定）
- 1985年（昭和60年）3月31日 - 日本庭園寄贈記念碑建立
- 1986年（昭和61年）6月1日 - 市制施行にともない、牛久市立下根中学校に改称
- 1996年（平成8年）1月31日 - 県教育弘済会研究論文優秀賞受賞
- 2014年（平成26年）11月1日 - いばらき理科教育推進事業「理科教育優秀賞」
- 2015年（平成27年）8月6日 - 学びの共同体国際会議公開授業研究会
- 2016年（平成28年）4月20日 - 科学技術分野の文部科学大臣賞 創意工夫育成功労学校賞
- 2017年（平成29年）3月 - 新校舎完成
- 2020年（令和2年）4月 - ひたち野うしく中学校を分離

## 学校概要

### 校訓
- 賢く…自ら学び深く考える生徒
  - 学ぶことに楽しさや生きがいを感じる生徒
  - 作業やグループでの学びを楽しむことができる生徒
  - 家庭学習が定着し基礎学力の向上に努める生徒
- 正しく…心豊かで互いに協力し合う生徒
  - あいさつや学校の奉仕活動に進んで取り組む生徒
  - 正義を重んじ正しいと信じたことを実践できる生徒
  - 思いやりを持ち友達とのかかわりを大切にする生徒
- 逞しく…強い意志たくましい力を持つ生徒
  - 生徒会や部活動に精一杯取り組む生徒
  - 自分の食や健康に関心を持ち体力の向上に努める生徒
  - 地域の活動に進んで参加する生徒

## SHIMONE絆プロジェクト
生徒会を主体とした「互いに支え合う集団活動」をSHIMONE絆プロジェクトと名付け、下のスローガンの元、様々な活動に取り組んでいる

### スローガン
活動内容は以下の3つに分けられる。
- 生徒会本部、学級委員から発信する活動
  - 各集会活動など、生徒が主体的に企画、運営に携わる活動
- 部活動を基盤とした活動
  - 練習の合間を縫って行う部活動ごとの奉仕活動
- 地域との連携交流活動
  - 各地区との交流活動や幼保小中との交流活動

## 体育祭
下根中学校の体育祭は鳳凰団、青龍団、猛虎団の3団に分かれて行う。
学年での徒競走、障害走や、学年での団体競技、応援合戦や団から選抜した生徒で行う、団対抗リレーなどを行う。
総合得点が1番高かった団に優勝旗、トロフィー、賞状が授与される。そして応援が1番良かった団に、応援の部優勝のトロフィーと賞状が授与される。

## 華秋祭
下根中学校の華秋祭は、2日に分けて行う。
1日目は、吹奏楽部の演奏、演劇部の劇、有志での発表(ダンス、コント等)を行う。
2日目は、全クラスによる合唱コンクールが行われる。各学年それぞれ1クラスに金賞、銀賞、銅賞が送られる。また、金賞を受賞した3クラスの内1クラスに最優秀賞が送られる。
学年で課題曲と自由曲に1名ずつ、優秀指揮者賞と優秀伴奏者賞が送られる。

## 学年行事
- 1年生  スキー学習
毎年1年生は、新潟や福島のスキー場へ、二泊三日のスキー学習を行う。
- 2年生  筑波山登山（しらす漁）
牛久市の近辺にある筑波山へ、日帰りで登山を行う。年度によってはしらす漁を行った代もあるが、最近では筑波山登山が多い。
- 3年生  修学旅行（京都と奈良）
朝早くに最寄駅であるひたち野うしく駅を出発し、午前中のうちに京都に着く。
1日目はクラスで決めた班で、奈良を自由に電車やバスを利用して観光する。2日目は京都をタクシーで観光する。スキー学習と同じく、二泊三日である。

## 部活動

### 運動部
2017年の総体では、サッカー、男子テニス、男子バスケットボール、男女卓球、女子バレーボール、男女剣道の各部が市総体で優勝し、市総合体育大会9連覇を果たした。
- 陸上競技部（男女）
  - 市陸上競技大会では、2010年から2017年まで8連覇している。
  - 2015年の全日本中学校陸上競技選手権大会では、陸上競技部の3名の生徒が出場した。
- テニス部（男子・女子）
  - 2016年には男子団体が、関東大会出場を果たした。
- サッカー部（男子）
  - 2015年、2016年の県総体では、関東大会まであと一歩の3位入賞を果たした。
  - 県南総体では、決勝で9-0で優勝した経験がある。
- バレーボール部（女子）
  - ほぼ毎年、市大会優勝や県南大会に出場している。
- 野球部（男子）
- 卓球部（男子・女子）
  - 男女両方が県総体常連校となっている。
  - 2018年には女子卓球部が全国大会に出場した。
- 剣道部（男女）
  - 毎年市大会で優勝を遂げている。
- バスケットボール部（男子・女子）

全国中学校柔道大会では、60キログラム級の男子の生徒が準優勝を成し遂げた

### 文化部
- 吹奏楽部
- 演劇部
- 科学部
- 美術部

## 卒業生進路先
- 牛久市
  - 牛久栄進高校、牛久高校
- 土浦市
  - 土浦第一高校、土浦第二高校、土浦第三高校
- つくば市
  - 竹園高校
- 龍ケ崎市
  - 竜ヶ崎第一高等学校
- 取手市
  - 藤代高校、藤代紫水高校、取手第一高校、取手第二高校
- その他
  - 水戸桜ノ牧高校、千葉県立東葛飾高等学校など
- 私立
  - 東洋大学附属牛久高等学校、霞ヶ浦高等学校、土浦日本大学高等学校、常総学院高等学校、茗溪学園高等学校など

## 卒業生
- 花島優子（女優、タレント）[2]
- 村上健志（フルーツポンチ）
牛久市立下根中学校、茨城県立竜ヶ崎第一高等学校、青山学院大学経済学部卒業
- 渡辺直人（プロ野球選手・東北楽天ゴールデンイーグルス所属）
牛久市立下根中学校、茨城県立牛久高等学校、城西大学、三菱ふそう川崎
村上と渡辺の2人は同級生で中学3年生の時同じクラスだった。

## 学校周辺
- 牛久運動公園
- 茨城県警察牛久警察署

## アクセス
- JR常磐線 ひたち野うしく駅から南東へ約1.5km